# Alexander Büttner
Alexander Büttner (Doetinchem, 11 februari 1989) is een Nederlandse profvoetballer die doorgaans als linker verdediger bij Vitesse speelt.

## Clubcarrière

### Vitesse (eerste periode)
Büttner is een linksbenige speler die op meerdere posities uit de voeten kan. Hij begon met voetballen in de jeugd bij VV Doetinchem. Op elfjarige leeftijd werd hij opgenomen in de jeugdopleiding van AFC Ajax, hoewel hij ook naar Vitesse kon. Op zestienjarige leeftijd koos hij alsnog voor Vitesse. Daar speelde hij bij de A-junioren en de beloften. In het seizoen 2007/2008 werd hij voor het eerst opgenomen in de selectie van Vitesse. Op 15 maart 2008 maakte hij zijn debuut, toen hij na vijf minuten in het veld kwam voor Haim Megrelishvili. Büttner moest tijdens zijn debuutwedstrijd in de tweede helft met twee gele kaarten van het veld. Zo bleef zijn optreden dat seizoen beperkt tot 66 minuten. In het seizoen 2008/09 was hij vanaf een duel tegen Sparta Rotterdam basisspeler. Op 18 april 2009 scoorde hij in een wedstrijd tussen AZ Alkmaar en Vitesse zeven minuten voor tijd de winnende treffer, waardoor de viering van het kampioenschap van AZ dat jaar werd uitgesteld.
In het seizoen 2010/11 speelde Büttner als linksback. Aan het einde van dit seizoen, op 20 mei 2011, bracht Vitesse naar buiten dat Büttner een nieuw contract zou krijgen dat hem twee jaar langer aan de club zou verbinden. Aanvankelijk was er sprake van een optie voor nog twee jaar, maar deze optie werd niet in het contract opgenomen. Na het seizoen werd hij ook door de supporters verkozen tot Vitesse-speler van het jaar.
In de voorbereiding op het seizoen 2012/13 leek Büttner te vertrekken bij Vitesse, omdat hij zijn aflopende contract niet wilde verlengen. Een transfer naar Southampton ketste op het laatste moment af. Büttner mocht daarna niet meer met de A-selectie meetrainen en hij verlangde naar een ontbinding van zijn contract; de arbitragecommissie van de KNVB wees zijn eis af.

### Manchester United
Op 19 augustus 2012 werd bekend dat Manchester United zich gemeld had voor de linksback. Vitesse en Manchester United waren snel akkoord en op 21 augustus tekende Büttner, na de medische keuring, voor vijf jaar bij de Engelse topclub. Büttner maakte zijn debuut voor zijn nieuwe werkgever op zaterdag 15 september, toen hij in basis begon in de competitiewedstrijd tegen Wigan Athletic. Hij werd daarmee de zevende Nederlander die in het Premier League-tijdperk speelminuten maakte bij United, na Jordi Cruijff, Jaap Stam, Ruud van Nistelrooij, Raimond van der Gouw, Edwin van der Sar en Robin van Persie. Büttner gaf tijdens zijn debuutwedstrijd de assist voor de 2-0 en scoorde zelf de 3-0. United won het duel uiteindelijk met 4-0. In zijn eerste seizoen in Manchester werd hij landskampioen met zijn club.

### Dinamo Moskou
Büttner tekende in juni 2014 een driejarig contract bij Dinamo Moskou, dat ongeveer €5.500.000,- voor hem betaalde aan Manchester United, door middel van opties eventueel oplopend tot maximaal €7.000.000,-. Tijdens het seizoen 2014/15 zou hij negentien officiële wedstrijden spelen, maar toen hij tijdens het eerste gedeelte van het seizoen 2015/16 één keer gespeeld had, werd hij op 1 februari 2016 tot het seizoenseinde verhuurde aan RSC Anderlecht. Op 5 februari maakte hij daar zijn debuut, tijdens een 2-2 gelijkspel tegen KV Mechelen. Zijn eerste goal voor RSC Anderlecht maakte hij tijdens een overwinning op Zulte Waregem, toen een vrije trap in het doel verdween nadat deze van richting werd veranderd door de muur.

### Terugkeer bij Vitesse
Büttner tekende op 16 januari 2017 een contract tot de zomer van 2019 bij Vitesse. Dat lijfde hem transfervrij in nadat zijn contract bij Dinamo Moskou werd ontbonden. De Doetinchemmer sloot eerst aan bij Jong Vitesse om fysiek sterker te worden voor het eerste elftal. Op 28 januari maakte Büttner zijn debuut bij Jong Vitesse thuis tegen VV UNA (2-3). Büttner was direct goed voor twee assists. In zijn tweede wedstrijd tegen SV Spakenburg maakte Büttner zijn eerste doelpunt. Op 19 februari maakte Büttner zijn rentree in het eerste elftal van Vitesse, in een thuiswedstrijd tegen Ajax (0–1). Hij verving in dit duel Lassana Faye in de 83e minuut. De Doetinchemmer maakte tot het einde van het seizoen zijn minuten vooralsnog in de Tweede Divisie bij de beloften, waarmee hij voor de tweede keer een kampioensfeestje van AZ verpestte. Op 23 maart 2017 scoorde hij een van de twee gemaakte doelpunten in een wedstrijd tussen Jong AZ en Jong Vitesse (2-2), waardoor de viering van het kampioenschap van Jong AZ dat jaar werd uitgesteld. Büttner maakte op 5 april 2017 zijn basisdebuut voor het seizoen 2016/17, uit tegen Heracles Almelo (0-1).
Als bekerwinnaar van het seizoen 2016/17 speelde Vitesse op 5 augustus 2017 om de Johan Cruijff Schaal tegen landskampioen Feyenoord. In die wedstrijd scoorde Büttner via een penalty. De wedstrijd eindigde na reguliere speeltijd in 1-1, waarna Vitesse verloor na strafschoppen (4-2).
In de eerste ronde van de KNVB Beker in het seizoen 2017/2018 blameerde Vitesse zich tegen hoofdklasser AVV Swift. De Arnhemmers gingen in Amsterdam wederom na strafschoppen (5-3) onderuit, waarbij Büttner de enige penalty in de strafschoppenreeks miste. In 2019 mocht hij vertrekken nadat zijn contract werd ontbonden.

### New England Revolution en Apollon Limassol
In januari 2020 sloot Büttner zich aan bij New England Revolution, dat uitkomt in de Amerikaanse Major League Soccer. In januari 2021 werd zijn contract ontbonden en hij zou zijn loopbaan op Cyprus bij Apollon Limassol vervolgen, maar dit ging niet door vanwege financiële geschillen.

### RKC Waalwijk
Op 12 juli 2021 werd bekend dat Büttner zich voor ten minste één seizoen zou verbinden aan RKC Waalwijk. Bij RKC trof Büttner een oude bekende, namelijk hoofdtrainer Joseph Oosting, waarmee hij eerder samenwerkte bij Vitesse.

### De Graafschap
In april 2022 werd bekend dat Büttner vanaf het seizoen 2022/23 drie seizoenen voor De Graafschap uit zal gaan komen. Büttner komt uit Doetinchem, maar heeft eerder in zijn carrière nooit voor De Graafschap gespeeld. In een interview met De Gelderlander gaf hij aan dat het altijd al zijn plan was geweest om nog eens voor de club uit zijn geboortestad uit te komen en daar naar eigen zeggen zijn carrière af te sluiten.

## Clubstatistieken
| Seizoen         | Club              | Competitie      | Competitie | Competitie | Beker | Beker | Internationaal | Internationaal | Overig | Overig | Totaal | Totaal |
| Seizoen         | Club              | Competitie      | Wed.       | Dlp.       | Wed.  | Dlp.  | Wed.           | Dlp.           | Wed.   | Dlp.   | Wed.   | Dlp.   |
| --------------- | ----------------- | --------------- | ---------- | ---------- | ----- | ----- | -------------- | -------------- | ------ | ------ | ------ | ------ |
| 2007/08         | Vitesse           | Eredivisie      | 1          | 0          | 0     | 0     | –              | –              | –      | –      | 1      | 0      |
| 2008/09         | Vitesse           | Eredivisie      | 23         | 3          | 2     | 0     | –              | –              | –      | –      | 25     | 3      |
| 2009/10         | Vitesse           | Eredivisie      | 27         | 2          | 2     | 0     | –              | –              | –      | –      | 29     | 2      |
| 2010/11         | Vitesse           | Eredivisie      | 24         | 0          | 1     | 0     | –              | –              | –      | –      | 25     | 0      |
| 2011/12         | Vitesse           | Eredivisie      | 32         | 5          | 4     | 0     | –              | –              | 3      | 0      | 39     | 5      |
| 2012/13         | Manchester United | Premier League  | 5          | 2          | 5     | 0     | 3              | 0              | –      | –      | 13     | 2      |
| 2013/14         | Manchester United | Premier League  | 8          | 0          | 4     | 0     | 3              | 0              | –      | –      | 15     | 0      |
| 2014/15         | Dinamo Moskou     | Premjer-Liga    | 19         | 0          | 0     | 0     | 12             | 1              | –      | –      | 31     | 1      |
| 2015/16         | Dinamo Moskou     | Premjer-Liga    | 1          | 0          | 0     | 0     | –              | –              | –      | –      | 1      | 0      |
| 2015/16         | → Anderlecht      | Eerste klasse   | 14         | 1          | 0     | 0     | 2              | 0              | –      | –      | 16     | 1      |
| 2016/17         | Dinamo Moskou     | PFL             | 4          | 0          | 1     | 0     | –              | –              | –      | –      | 5      | 0      |
| 2016/17         | Vitesse           | Eredivisie      | 10         | 0          | 1     | 0     | –              | –              | –      | –      | 11     | 0      |
| 2017/18         | Vitesse           | Eredivisie      | 17         | 0          | 1     | 0     | 4              | 0              | 5      | 1      | 27     | 1      |
| 2018/19         | Vitesse           | Eredivisie      | 28         | 2          | 2     | 0     | 4              | 0              | 4      | 0      | 38     | 2      |
| 2020            | New England Rev.  | MLS             | 15         | 0          | 0     | 0     | 0              | 0              | 3      | 0      | 18     | 0      |
| 2021/22         | RKC Waalwijk      | Eredivisie      | 26         | 3          | 1     | 0     | –              | –              | –      | –      | 27     | 3      |
| 2022/23         | De Graafschap     | Eerste divisie  | 35         | 4          | 2     | 0     | –              | –              | –      | –      | 37     | 4      |
| 2023/24         | De Graafschap     | Eerste divisie  | 30         | 1          | 0     | 0     | –              | –              | 2      | 1      | 32     | 2      |
| 2024/25         | Vitesse           | Eerste divisie  | 14         | 2          | 0     | 0     | –              | –              | 0      | 0      | 14     | 2      |
| Carrière totaal | Carrière totaal   | Carrière totaal | 333        | 25         | 26    | 0     | 28             | 1              | 17     | 2      | 404    | 28     |

## Interlandcarrière
Büttner werd in het seizoen 2011/12 opgenomen in de voorselectie van het Nederlands voetbalelftal voor het EK voetbal 2012. Bondscoach Bert van Marwijk nam hem op 7 mei 2012 op in de voorselectie als vervanger van Erik Pieters, die zich vanwege een voetblessure moest afmelden voor het eindtoernooi. Uiteindelijk kreeg Jetro Willems de voorkeur van Bert van Marwijk. Büttner was daardoor een van de afvallers bij de eerste schifting die bondscoach Bert van Marwijk maakte voor het EK voetbal 2012. De andere afvallers waren Urby Emanuelson van AC Milan, Hedwiges Maduro van Valencia CF, Georginio Wijnaldum van PSV, Jasper Cillessen van Ajax, Ola John van FC Twente, Erwin Mulder van Feyenoord, Nick Viergever van AZ Alkmaar en Stefan de Vrij van Feyenoord.

## Erelijst
| Competitie        |                   |                   |                   |                   |
| Competitie        | Aantal            | Jaren             |                   |                   |
| Manchester United | Manchester United | Manchester United | Manchester United | Manchester United |
| ----------------- | ----------------- | ----------------- | ----------------- | ----------------- |
| Premier League    | 1x                | 2012/13           |                   |                   |
| Vitesse           |                   |                   |                   |                   |
| KNVB beker        | 1x                | 2016/17           |                   |                   |

## Privé
Naast zijn voetbalcarrière is Büttner ondernemer. Hij is aandeelhouder van kledingmerk AB Lifestyle. In 2017 opende hij samen met Denny Buttner en Nicky Beije hun eerste winkel in het centrum van Doetinchem.